# La Palud-sur-Verdon
La Palud-sur-Verdon település Franciaországban, Alpes-de-Haute-Provence megyében. Lakosainak száma 350 fő (2022. január 1.). La Palud-sur-Verdon Blieux, Majastres, Moustiers-Sainte-Marie, Rougon és Aiguines községekkel határos.

## Népesség
A település népességének változása:
| Lakosok száma | 141  | 172  | 243  | 312  | 335  | 340  | 349  | 353  | 351  | 350  |
|               | 1968 | 1982 | 1990 | 2006 | 2013 | 2015 | 2017 | 2019 | 2020 | 2022 |